# Музей истории Гамбурга
Музей истории Гамбурга (также Гамбургский исторический музей, иногда Гамбург-музей; нем. Museum für Hamburgische Geschichte) — исторический музей в городе Гамбург; был основан в 1908 году, получил собственное здание, построенное в районе Нойштадт по проекту Фрица Шумахера, в 1918 году. Ведёт свою историю от «коллекции древностей», собранной Ассоциацией по истории Гамбурга, основанной в 1839 году. Музей, специализирующийся на истории культуры, предлагает обзор по истории Гамбурга от 800 года до XXI века; является частью Фонда исторических музеев Гамбурга. У музея есть филиал в квартире вдовы Крамер (Kramer-Witwen-Wohnung) на улице Крайенкамп.

## История
Гамбургский исторический музей ведёт свою историю от «коллекции древностей», собранной Ассоциацией по истории Гамбурга начиная с 1839 года. Среди первых элементов собрания были объекты из Гамбургского собора (Alter Mariendom), снесённого в 1805 году. После пожара 1842 года коллекция пополнилась, среди прочего, двумя порталами из здания сгоревшей ратуши. С 1849 года экспонаты временно размещались в подвале гимназии Йоханнеум (Johanneum). Коллекция перешла в собственность города в 1849 году, но её поддержание продолжилось со стороны волонтёров.
Ряд гамбургских политиков и активистов начал призывать к созданию музея по истории города в 1884 года. В 1906 году городской совет принял решение основать такой музей: в 1908 году был назначен его первым директор, историк культуры Отто Лауффер (Otto Lauffer, 1874—1949). Музейное здание было построено в период с 1914 по 1922 год по проекту архитектора Фрица Шумахера. Строительство затянулось в связи с началом Первой мировой войны. С 1985 года музей находится в ведении некоммерческой ассоциации «Verein der Freunde des Museums für Hamburgische Geschichte» («Ассоциация друзей Музея истории Гамбурга»). 1 января 2008 года музей стал частью Фонда исторических музеев Гамбурга. С 2011 года музей сотрудничает с Википедией и Викискладом: в рамках GLAM-проекта изображения музейных экспонатов публикуются под свободной лицензией Creative Commons.